# Unterpräfektur Okhotsk

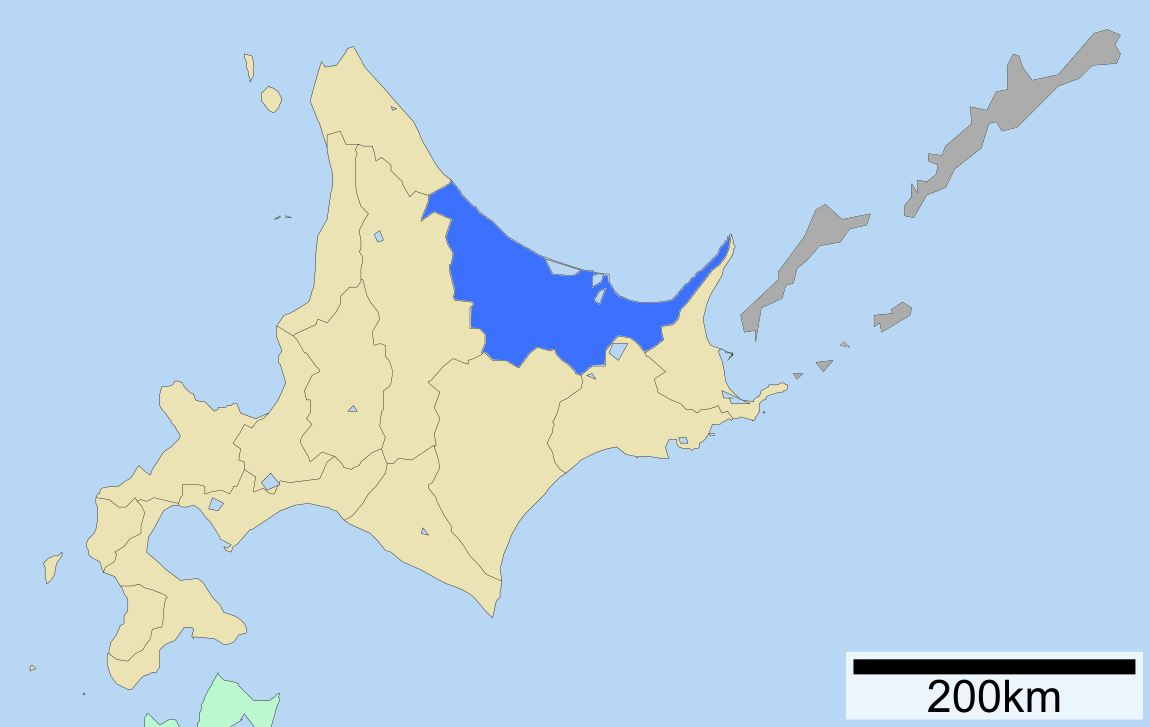
Lage der Unterpräfektur Okhotsk

Okhotsk (gesprochen ähnlich wie Ochotsk, jap. オホーツク総合振興局, Ohōtsuku-sōgō-shinkō-kyoku) ist eine Unterpräfektur der Präfektur Hokkaidō. Sie hat eine Fläche von 10.690,09 km² und eine Einwohnerzahl von 329.446 (Stand: 31. Juli 2004).
Sie grenzt im Norden an das Ochotskische Meer (Ohōtsuku-kai).

## Geschichte
Die Verwaltungseinheit wurde 1897 als Unterpräfektur Abashiri (網走支庁, Abashiri-shichō) eingerichtet.
Bei der Neugliederung von Hokkaidō zum 1. April 2010 erfolgte die Umbenennung in Unterpräfektur Okhotsk.

## Geographie

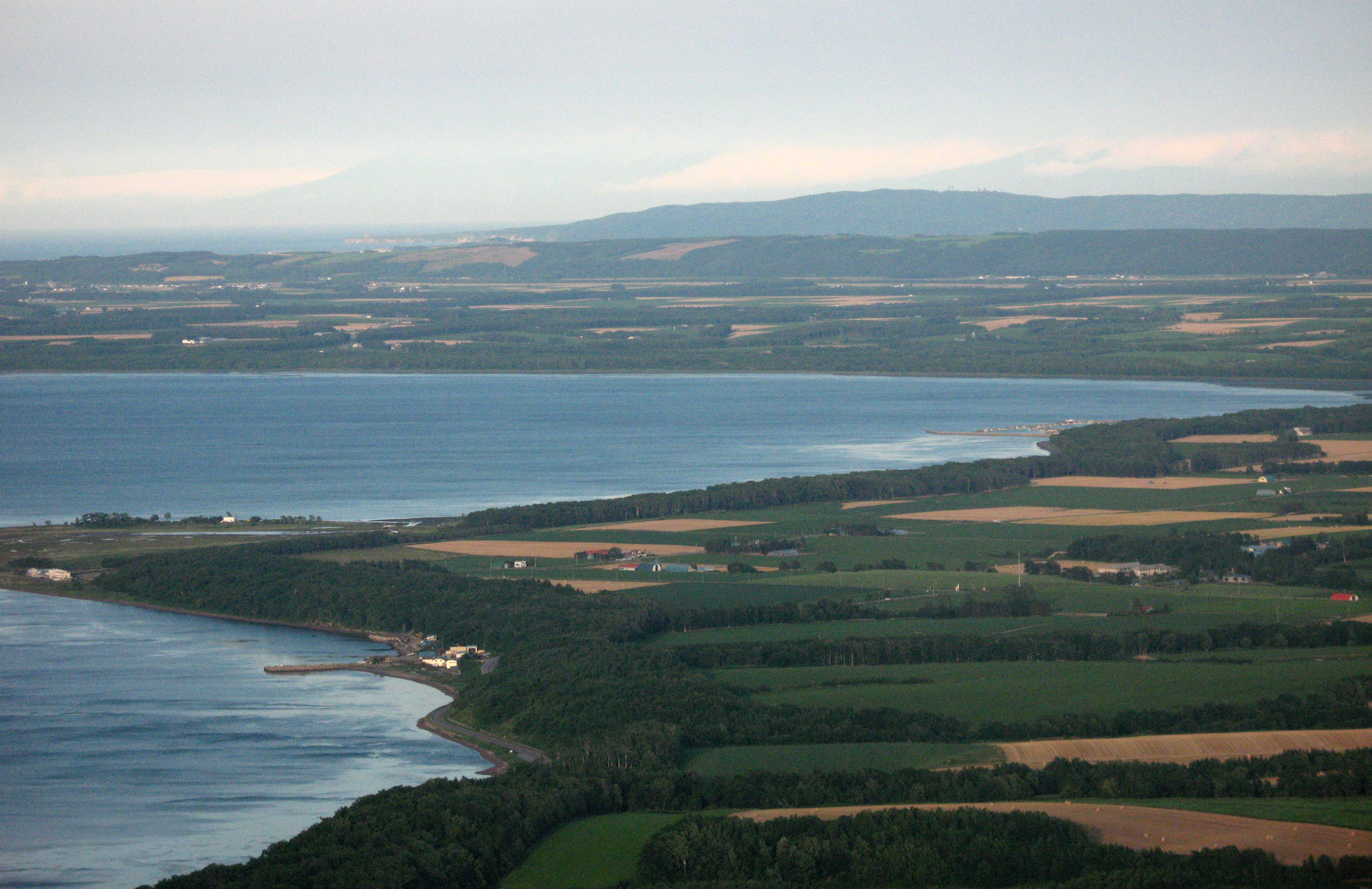
Blick auf den Saroma-See

Innerhalb der Unterpräfektur liegen von Westen nach Osten die küstennahen Seen Saroma, Notoro und Abashiri.

## Verwaltungsgliederung

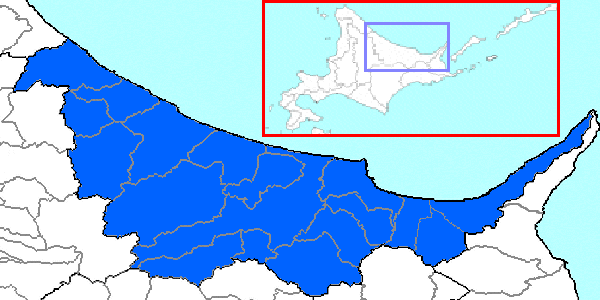
Gemeinden der Unterpräfektur Okhotsk

### Großstädte (市,shi)
- Sitz der Unterpräfekturverwaltung: Abashiri

- Kitami
- Mombetsu

### Landkreise (郡,gun)
Liste der Landkreise der Unterpräfektur Okhotsk, sowie deren Städte (町, chō) und Dörfer (村, mura).
| - Abashiri - Ōzora - Bihoro - Tsubetsu - Shari - Shari - Kiyosato - Koshimizu - Tokoro - Kunneppu - Oketo - Saroma | - Mombetsu - Engaru - Yūbetsu - Takinoue - Okoppe - Nishiokoppe - Ōmu Nishiokoppe ist das einzige Dorf (mura) |

### Neugliederungen
- Am 1. Oktober 2005 schlossen sich die Städte Ikutahara, Engaru, Maruseppu und das Dorf Shirataki aus dem Landkreis Mombetsu zur neuen Stadt Engaru zusammen.
- Am 5. März 2006 schlossen sich die Großstadt Kitami, die Städte Tanno, Rubeshibe und Tokoro aus dem Landkreis Tokoro zur neuen Großstadt Kitami zusammen.
- Am 31. März 2006 schlossen sich die Stadt Memanbetsu und das Dorf Higashimokoto aus dem Landkreis Abashiri zur neuen Stadt Ōzora zusammen.

## Infrastruktur
Die Unterpräfektur besitzt zwei Flughäfen: den Flughafen Mombetsu in Mombetsu und den Flughafen Memanbetsu in Ōzora, das 2006 aus Memanbetsu entstand.